# University of Tennessee System
Das University of Tennessee System ist ein Verbund staatlicher Universitäten im US-Bundesstaat Tennessee. Der Verbund besteht aus vier Hochschulen, einer Universitätsklinik und einem Luft- und Raumfahrtinstitut. Insgesamt sind 42.000 Studenten eingeschrieben, von denen etwa 28.000 auf dem Hauptcampus in Knoxville studieren. 

## Standorte
- The University of Tennessee at Chattanooga
- The University of Tennessee in Knoxville
  - University of Tennessee Health Science Center in Memphis
  - University of Tennessee Space Institute in Tullahoma
- The University of Tennessee at Martin
- University of Tennessee Southern in Pulaski